# Oratorio di San Bernardino (Perugia)
L'oratorio di San Bernardino  è un edificio storico e luogo di culto di Perugia, in piazza San Francesco, accanto alla basilica di San Francesco al Prato. Celebre è la facciata, in delicata policromia, coperta di rilievi di Agostino di Duccio, che ne fanno uno dei più significativi esempi di arte rinascimentale in città.

## Storia
In onore di Bernardino da Siena, che spesso si recava in città per predicare proprio nella piazza davanti alla basilica francescana, l'oratorio venne completato nel 1452. La decorazione della facciata risale al 1457-1461.

## Descrizione

### Facciata

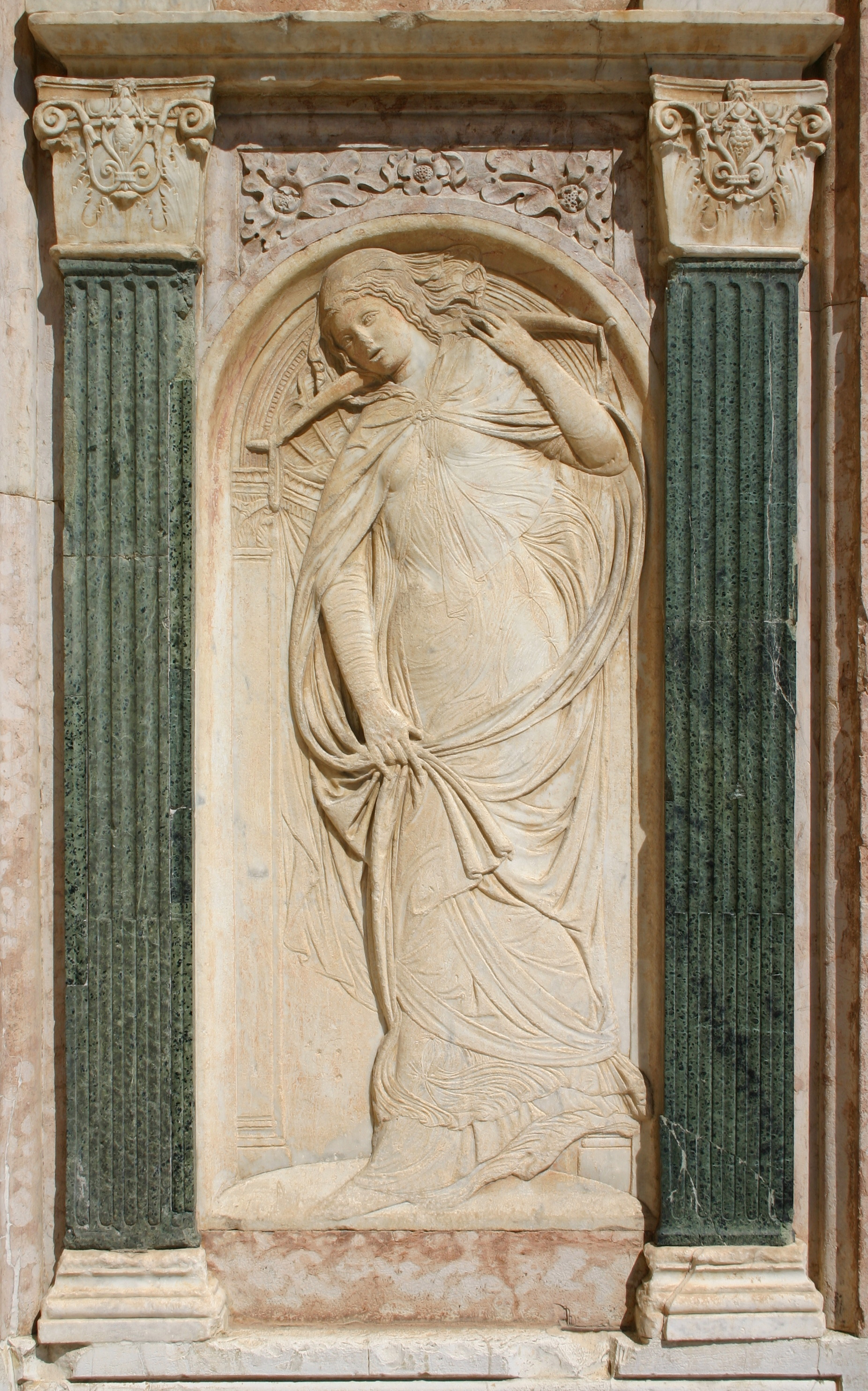
Allegoria dell'obbedienza Agostino di Duccio

Massimo esempio di arte rinascimentale a Perugia, l'oratorio presenta un'elegante facciata policroma con bassorilievi finissimi (in "stiacciato"); il colore e gli effetti del chiaroscuro, sono ottenuti da marmi policromi e da stesure azzurre di lapislazzuli e oro, queste ultime oggi non più visibili.
La struttura architettonica riprende dalla chiesa di Sant'Andrea in Mantova di Leon Battista Alberti, ma qui la scultura è protagonista e l’architettura ne è il contenitore. Il tema iconografico è la Gloria di san Bernardino.
La facciata a capanna, è incorniciata da due pilastri laterali, ciascuno contenente due tabernacoli, che reggono un frontone. Nello spazio mediano si apre un portale gemino, sormontato da una grande lunetta che funge da Arco trionfale.
A partire da questi elementi architettonici si dispone la decorazione scultorea di Agostino di Duccio, col predominio dei bassorilievi e con panneggi molto mossi delle figure. 
San Bernardino il santo pacificatore delle lotte perugine è collocato nella mandorla al centro dell’arco trionfane, mostra l'Ascesa in cielo tra angeli musicanti e cherubini. Porta il trigramma JHS inserito in un sole, perché sinonimo di luce. Nel timpano è il Cristo Benedicente contornato da angeli e da cherubini. Sovrastante è l'iscrizione AVGVSTA PERVSIA MCCCCLXI (data del termine della costruzione). Nei tabernacoli ai quattro angoli sono inserite sculture a tutto tondo: in alto l’Arcangelo annunciante e la Madonna annunciata; in basso i santi patroni della città: Sant'Ercolano e il francescano San Ludovico da Tolosa. Fanno da contorno angeli che suonano ogni genere di strumenti, ritenuti dalla critica il capolavoro dell'artista- Inoltre sono rappresentate  ai lati dell'ingresso, sui fianchi e sulla fronte degli stipiti,  dodici stupendi bassorilievi rappresentanti sei allegorie delle Virtù con sopra ognuna di esse un gruppo di angeli musicanti.
Stemmi del grifone perugino posti alla base stanno ad indicare la partecipazione della città alla costruzione. Sopra al portale gemino scorre un architrave suddiviso in cinque formelle con sotto riportata la firma: “OPUS AUGUSTINUS FLORENTINUS LAPICIDA”. Qui sono narrati i famosi miracoli del santo e nella formella centrale è raffigurato il rogo delle armi e di altri strumenti demoniaci, ovvero il falò delle vanità che seguiva le predicazioni del santo.

### Interno

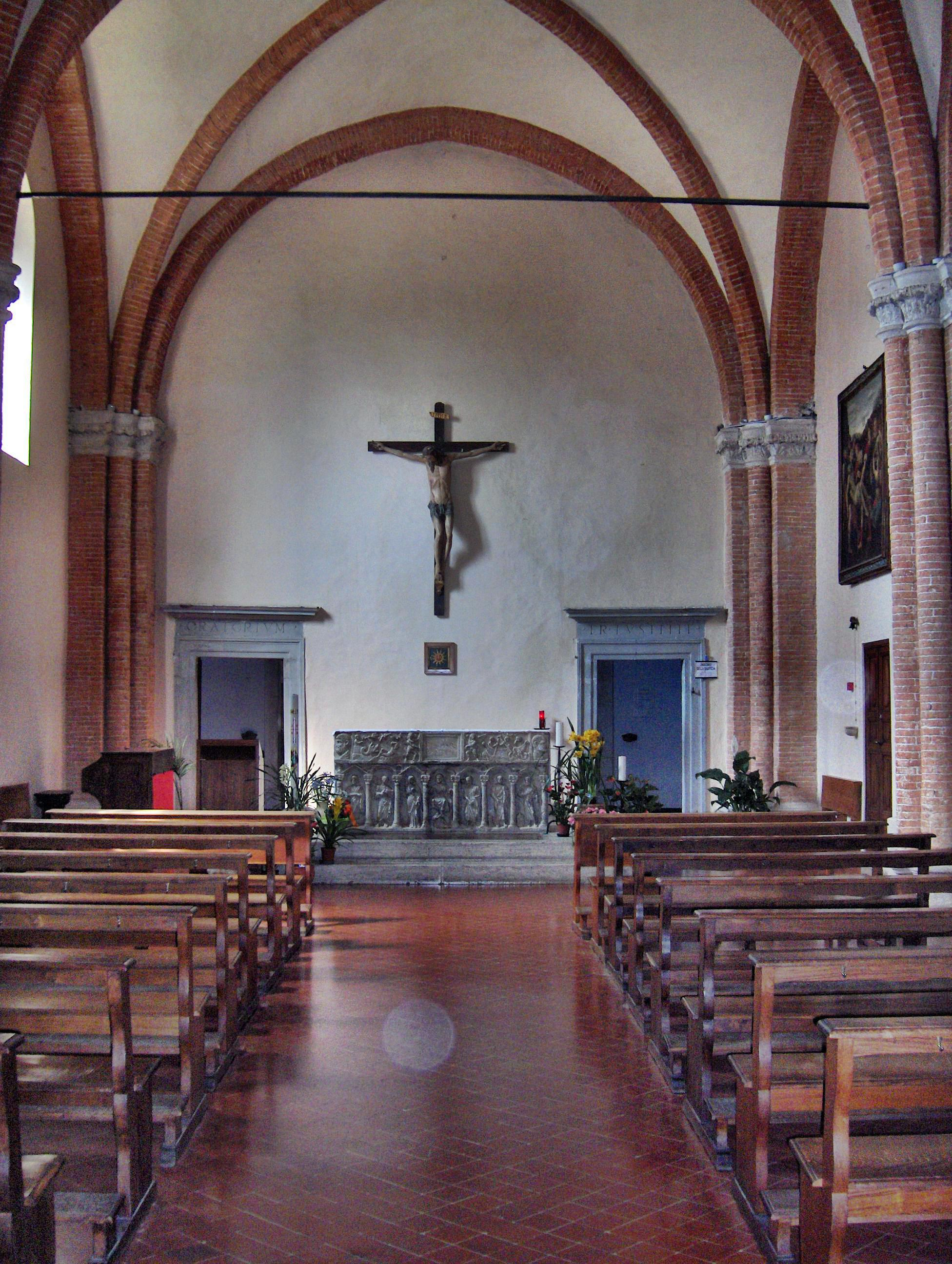
L'interno

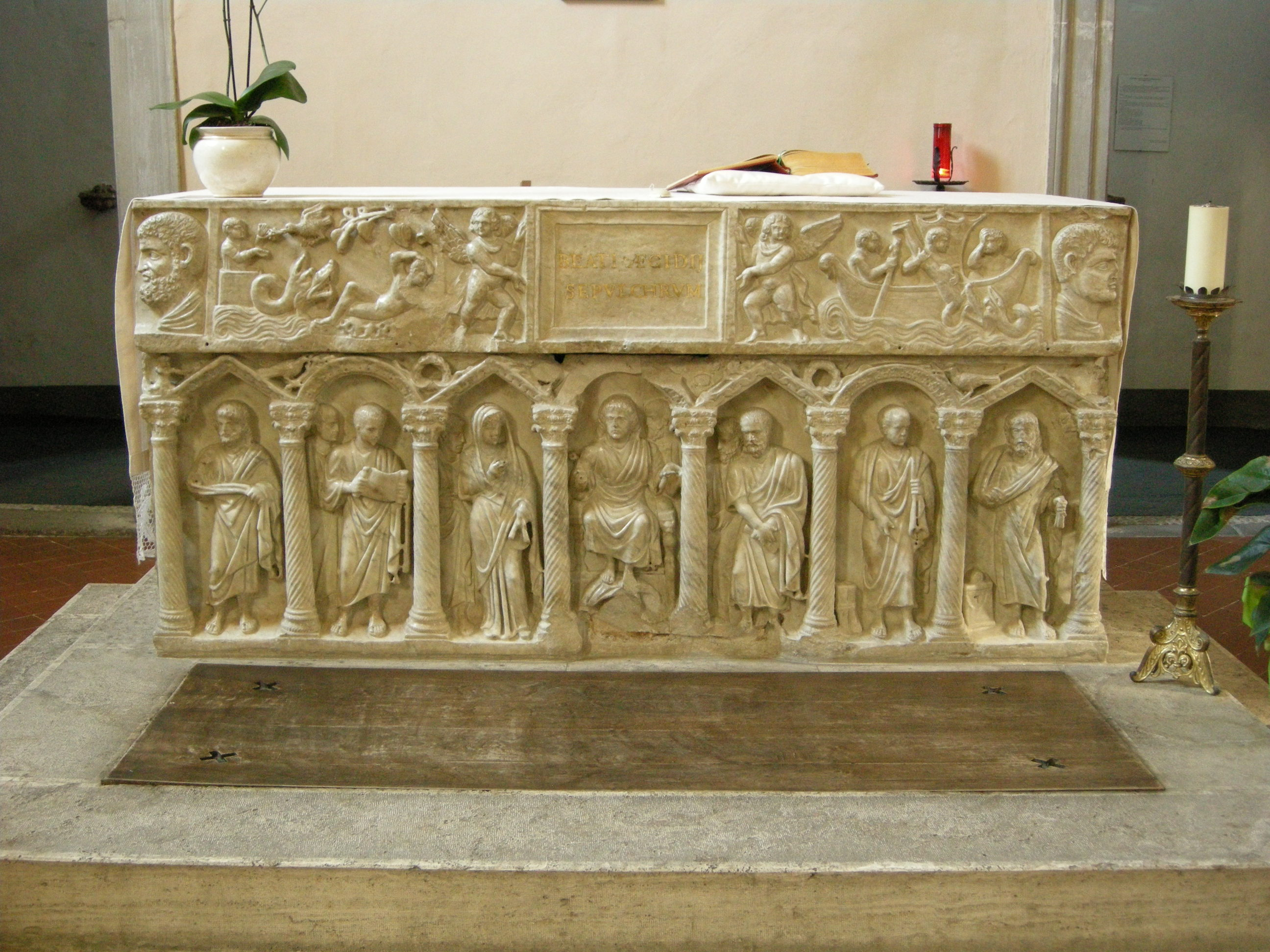
L'altare

Lo spazio interno è coperto da volte a crociera ogivali su una navata unica divisa in tre campate. Alla parete destra il Gonfalone di san Francesco proveniente da San Francesco al Prato, di Benedetto Bonfigli e di Mariano d'Antonio, dipinto per scongiurare la peste, riporta la data 1464. Rappresenta la Madonna della Misericordia o delle Grazie e santi con una veduta della città. Sempre alla parete destra la Deposizione di Orazio Alfani (XVI secolo), copia più antica della celebre Deposizione di Raffaello, proveniente anche essa da San Francesco al Prato. 
L’altare è ricavato da un sarcofago paleocristiano di reimpiego, del IV secolo, nel quale sono state riposte le spoglie del beato Egidio, compagno di san Francesco. È il tipico sarcofago “a colonne”, la fronte è scandita da nicchie ricavate tra colonne con figure all'interno. Attribuito alla stessa officina del celebre sarcofago di Giunio Basso delle Grotte Vaticane, al centro presenta il Cristo in trono, tra la personificazione dell'Ecclesia e Apostoli; il coperchio è decorato da Scene del Vecchio Testamento: in particolare l'Arca di Noè e Giona, simbolo della morte e della rinascita. Precedentemente era collocato nella cripta dell'attigua chiesa di San Francesco. Al centro della parete di fronte è il Crocifisso ligneo del 1550 circa di Eusebio Bastioni. Nella prima campata a sinistra, incassata nel muro, è la lastra tombale di Angelo del Toscano, generale dei minori fondatore dell’oratorio. Vicino alla porta di ingresso sono due opere contemporanee: Sant'Antonio da Padova, scultura lignea di Artemio Giovagnoni (1959), e l'Immacolata, statua in bronzo di Benedetto Ravazzi (1961). 
Nella sagrestia dell'oratorio la tomba del giureconsulto Bartolo di Sassoferrato, morto nel 1357, proveniente dalla chiesa di San Francesco.

### Oratorio dei Santi Andrea e Bernardino o della Giustizia

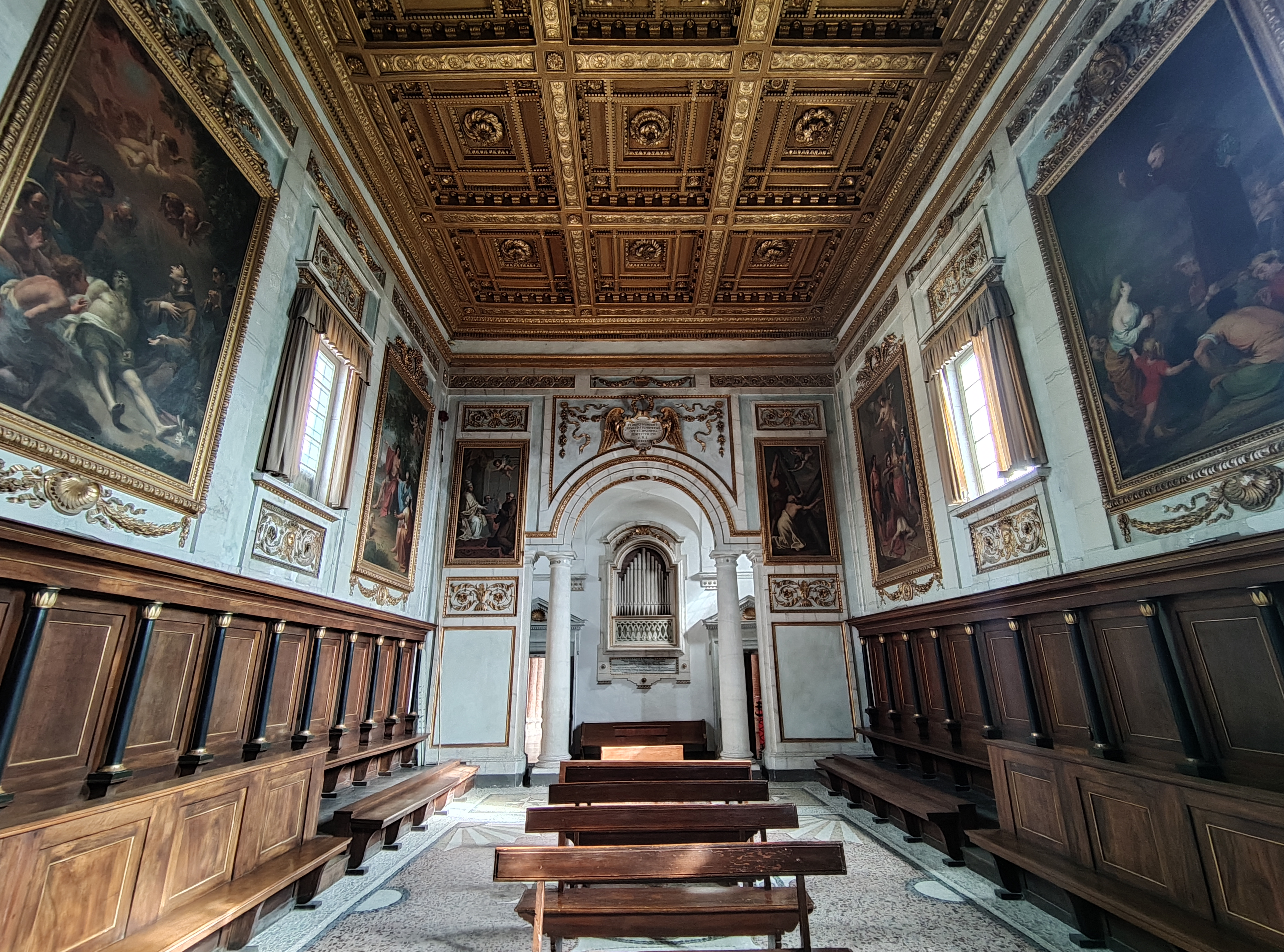
Interno dell'oratorio della Giustizia, lato sud

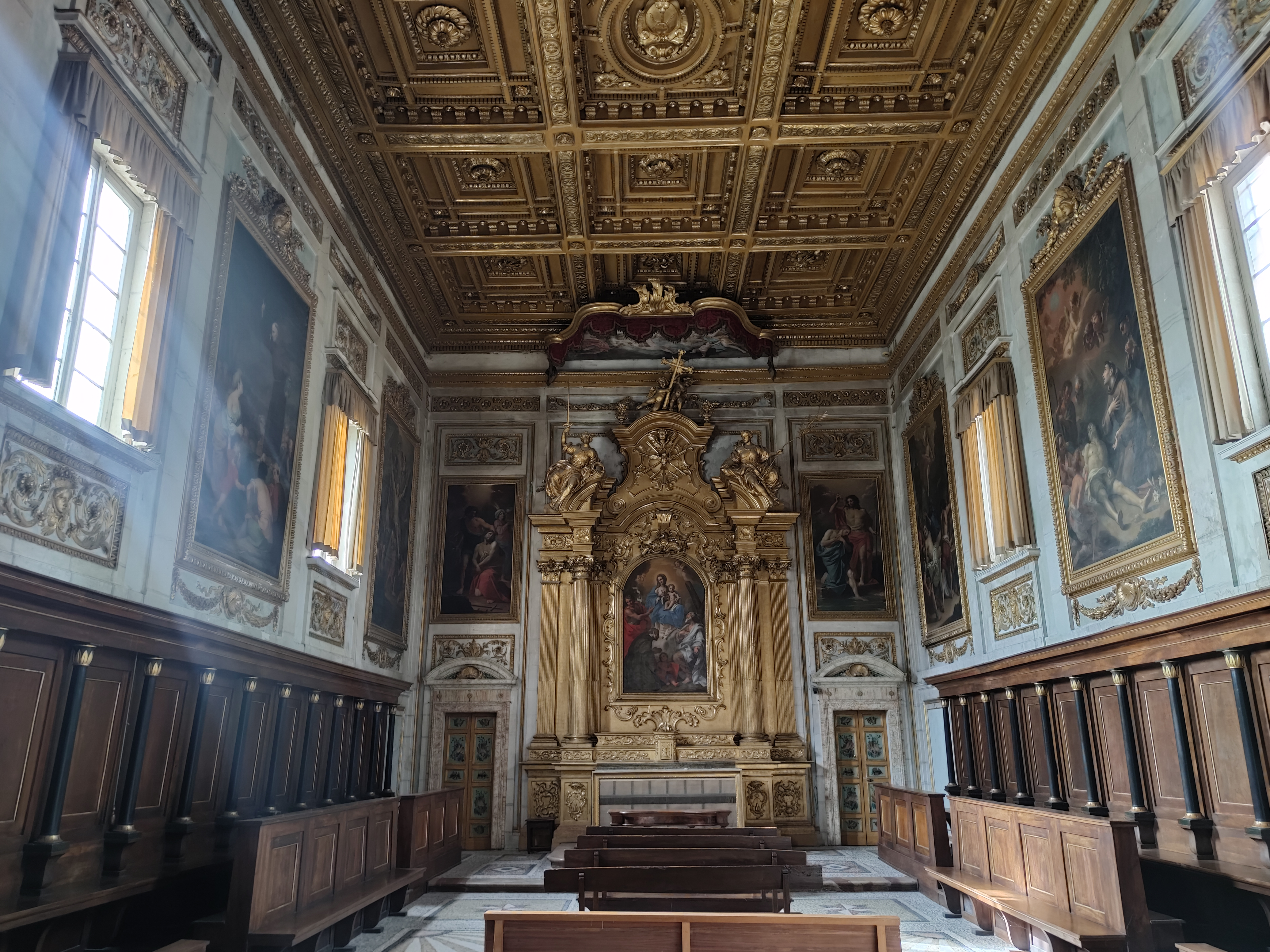
Interno dell'oratorio della Giustizia, lato nord

Nella parete di fondo dietro all'altare due porte immettono nell'oratorio dei Santi Andrea e Bernardino, costruito nel Cinquecento, con testimonianze anche dei tre secoli successivi. Fu la seconda sede della Confraternita della Giustizia, il cui fine era quello di assistenza ai condannati a morte, da cui il secondo nome di oratorio della Giustizia. 
Il soffitto a cassettoni intagliati e dorati è del 1582; il pavimento in marmi policromi e i seggi in noce sono del 1817-18. L'altare, con intagli del XVII secolo, custodiva il Gonfalone della Giustizia, attualmente nella Galleria nazionale dell'Umbria. L'opera è stata sostituita da una tela di Gaetano Lapis, raffigurante la Vergine col Bambino e i santi Giovanni Battista, Andrea e Bernardino. Alle pareti dieci pregevoli dipinti del XVIII di artisti del neoclassicismo ( Marcello Leopardi, Vincenzo Ferreri, Carlo Labruzzi, Teodoro Matteini) narrano episodi della vita dei santi Bernardino, Andrea e Giovanni Battista. Tutto intorno corrono festoni in stucco con fiori e arabeschi del 1784.
Appartenevano alla Confraternita il trittico attribuito a Sante Apollonio del Celandro e a Bartolomeo Caporali (XV secolo) conservato alla Galleria nazionale dell’Umbria.
A seguito delle demanializzazioni, i due oratori sono di proprietà del Comune di Perugia, ma officiati dai Minori Conventuali.

## Opere già in San Bernardino
- Bottega del 1473, Storie di san Bernardino, alla cui realizzazione partecipò il Perugino; oggi nella Galleria nazionale dell'Umbria, Perugia
- Benedetto Bonfigli,  Gonfalone di San Bernardino (1465), oggi nella Galleria nazionale dell'Umbria.